# Diurideae
Diurideae je tribus orhideja dio potporodice Orchidoideae. Sastoji se od devet podtribusa; tipični rod je Diuris s 98 vrsta, poglavito iz Australije i Malih sundskih otoka.

## Podtribusi i rodovi
Tribus Diurideae Endl. ex Butzin
1. Subtribus Rhizanthellinae R. S. Rogers
  1. Rhizanthella R. S. Rogers (5 spp.)
2. Subtribus Prasophyllinae Schltr.
  1. Prasophyllum R. Br. (152 spp.)
  2. Genoplesium R. Br. (61 spp.)
  3. Microtis R. Br. (23 spp.)
3. Subtribus Cryptostylidinae Schltr.
  1. Cryptostylis R. Br. (23 spp.)
  2. Coilochilus Schltr. (1 sp.)
4. Subtribus Drakaeinae Schltr.
  1. Chiloglottis R. Br. (27 spp.)
  2. Drakaea Lindl. (10 spp.)
  3. Spiculaea Lindl. (1 sp.)
  4. Arthrochilus F. Muell. (17 spp.)
  5. Paracaleana Blaxell (14 spp.)
  6. Caleana R. Br. (1 sp.)
5. Subtribus Megastylidinae Schltr.
  1. Rimacola Rupp (1 sp.)
  2. Lyperanthus R. Br. (2 spp.)
  3. Genus Waireia D. L. Jones, Clem. & Molloy (1 sp.)
  4. Pyrorchis D. L. Jones & M. A. Clem. (2 spp.)
  5. Burnettia Lindl. (1 sp.)
  6. Leporella A. S. George (1 sp.)
  7. Genus Megastylis (Schltr.) Schltr. (6 spp.)
6. Subtribus Acianthinae (Lindl.) Schltr.
  1. Stigmatodactylus Maxim. ex Makino (26 spp.)
  2. Cyrtostylis R. Br. (5 spp.)
  3. Acianthus R. Br. (8 spp.)
  4. Townsonia Cheeseman (3 spp.)
  5. Corybas R. Br. (159 spp.)
7. Subtribus Diuridinae Lindl. ex Meisn.
  1. Diuris Sm. (110 spp.)
  2. Orthoceras R. Br. (2 spp.)
8. Subtribus Caladeniinae Pfitzer
  1. Aporostylis Rupp & Hatch (1 sp.)
  2. Adenochilus Hook.f. (2 spp.)
  3. Eriochilus R. Br. (14 spp.)
  4. Genus Leptoceras (R. Br.) Lindl. (1 sp.)
  5. Praecoxanthus Hopper & A. P. Br. (1 sp.)
  6. Genus Elythranthera (Lindl.) A. S. George (2 spp.)
  7. Pheladenia D. L. Jones & M. A. Clem. (1 sp.)
  8. Caladenia R. Br. (303 spp.)
9. Subtribus Thelymitrinae Lindl. ex Meisn.
  1. Calochilus R. Br. (31 spp.)
  2. Epiblema R. Br. (1 sp.)
  3. Thelymitra J. R. Forst. & G. Forst. (116 spp.)